# 高浚
高浚（？—558年），字定樂。北齐神武帝高歡的第三子、文襄帝高澄及文宣帝高洋之弟，孝昭帝高演、武成帝高湛之兄。庶出。

## 母
王氏，高歡的姬妾，可能是寡妇再嫁，嫁给高欢后不足月即生下了高浚。

## 生平
王氏可能是寡妇再嫁，嫁给高欢后不足月即生下了高浚，高欢推测不是自己的骨肉，虽然照样抚育，但不太爱惜。但是高浚少有智慧，所以其後得到高歡寵愛。高浚虚龄八岁时，向博士卢景裕询问说：“‘祭神如神在。’是有神呢，还是没有神呢？”卢景裕说：“有。”高浚说：“有神应当说祭神神在，为什么麻烦加个‘如’字？”卢景裕不能回答。元象年間，高浚受封為永安郡公。高浚豪爽而有氣力，善於騎射，為高澄所喜愛。高洋在当太原公时，带高浚一起去见长兄高澄，高洋在高澄面前柔弱懦怯，有时流出鼻涕，高浚就经常呵斥高洋的侍臣说：“为何不给二哥擦鼻子！”高洋因此讨厌高浚。
高浚任青州刺史，聪明矜恕，得到了青州官民的拥护。高洋即位後，高浚晉爵為永安王。
高洋酗酒，高浚私下埋怨说：“二兄因酒败德，朝臣无敢谏者。大敌未灭，吾甚以为忧。欲乘驿至鄴面谏，不知用吾不？”高洋得知后更加生气。高浚入朝，陪伴高洋出游东山花园，高洋酒后将衣服脱下，高浚说：“此非人主所宜！”高洋不理。高浚又私下找来他们的姐夫丞相杨愔，责备他不进谏。因為高洋不喜歡大臣與諸王溝通，结果杨愔因此懼怕以把此事上奏高洋，高洋怒道：“小人由来难忍。”罢酒回宮。
高浚回到青州，又上书进谏，高洋一怒召他回京。高浚害怕，装病不肯回京。高洋怒极，派人逮捕他回京，青州几千百姓哭着为他送行。回到京城，他与七弟高涣都被关在铁笼里，囚禁在北城的地牢中，吃饭和大小便同在一室。
后来高洋来探监，站在地牢门口歌唱，令两人和歌，两人恐惧过度，歌不成声。高洋也觉悲悯，打算饶恕他们。高湛在旁，因素与高浚有怨，便进谏道：“猛虎安可出穴？”高浚听后大叫：“步落稽，皇天见汝！”高洋也担心两人出狱後会成为后患，遂命壮士刘桃枝对铁笼乱刺。高浚、高涣以手拉折槊，号呼上苍，高洋又命向铁笼丢去火把，将两人烧死，死狀恐怖，令人痛心。
高浚的妻子陆氏被赏给仪同三司刘郁捷为妻。不久高洋查知陆氏和高浚夫妻并不恩爱，就将她赦免。
乾明元年（560年），高殷繼位後追贈高浚為太尉，谥号简平。因高浚無子，下詔以彭城王高浟第二子高準為後嗣。

## 延伸阅读
[在维基数据编辑]
 《北齊書·卷10》，出自李百药《北齊書》